# Nanning van Foreest (1756-1828)
Nanning van Foreest (Alkmaar, 18 april 1756 – aldaar, 5 december 1828), heer van Petten en Nolmerban, was een Nederlandse jonkheer en politicus in de Frans-Bataafse tijd. Tevens was hij hoofdingeland van de Heerhugowaard en Beemster.

## Leven en werk
Van Foreest werd geboren als zoon van Jacob van Foreest en Francina Jacoba Burmannus. Op 27 april 1777 trouwde hij te Alkmaar met Wilhelmine Christine le Chastelain (1760-1787), dochter van Willem Jan le Chastelain en Wilhelmina Christina du Tour. Na de vroegtijdige dood van zijn eerste vrouw hertrouwde Van Foreest in mei 1798 te Petten met Cornelia Theodora Vollenhove.
Uit zijn eerste huwelijk kreeg hij vier kinderen: twee dochters en twee zoons: Jacob (1778-1854), Wilhelmina Johanna Christina (1779-1848), Francina Jacoba (1780-1782) en Johan Willem Gerard (1787-1793).
Van Foreest begon in 1773 zijn carrière als officier in het leger te velde van de Republiek der Zeven Verenigde Nederlanden. Na de Bataafse Revolutie werd hij in 1795 door de stad Hoorn voorgedragen als lid van de Provisionele Representanten van het Volk van Holland, het vervangende instituut voor de Gecommitteerde Raden van Holland en West-Friesland. Na de Unitarische Staatsgreep van 22 januari 1798 legde hij wel de eed af tegen het stadhouderschap, het federalisme, de aristocratie en regeringsloosheid, maar nam hij geen zitting in de Constituerende Vergadering. Op 31 juli 1798 werd hij namens Hoorn lid van het Vertegenwoordigend Lichaam, alsmede lid van het bestuur van het departement van Texel.
Tijdens het Koninkrijk Holland in 1806 was Van Foreest lid van de Raad van Financiën van het departement Holland. Tevens was hij in die tijd assessor in het College van Landdrost en Assessoren van het departement Maasland, alsmede wethouder te Alkmaar. Na de annexatie van het Koninkrijk Holland door Napoleon in 1810 werd hij aangesteld als lid van de departementale raad van Bouches-de-la-Meuse. Daarnaast bekleedde hij het ambt van (adjunct-)maire van Alkmaar. Na de vorming van het Verenigd Koninkrijk der Nederlanden in 1813 trad hij terug uit de landelijke politiek. Hij werd raadslid, wethouder en burgemeester van Alkmaar.
- Biografisch Portaal: 11301353
- Digitale Bibliotheek voor de Nederlandse Letteren: fore022
- Gemeinsame Normdatei: 1033527009
- Parlement.com: vg09lluokwpz
- Virtual International Authority File: 298286591